# أكيهيرو ناكامورا
أكيهيرو ناكامورا (23 أغسطس 1977 ساتي اليابان - ) هو لاعب كرة قدم ياباني، يلعب كلاعب وسط.